# Odontopyge scorteccii
Odontopyge scorteccii är en mångfotingart som beskrevs av Manfredi 1936. Odontopyge scorteccii ingår i släktet Odontopyge och familjen Odontopygidae. Inga underarter finns listade i Catalogue of Life.